# Joseph H. Lewis
Joseph H. Lewis (n. 6 aprilie 1907, New York City, New York, SUA – d. 30 august 2000, Santa Monica, California, SUA) a fost un regizor și director de imagine american.

## Filmografie
- Boys of the City (1940)
- That Grang of Mine (1940)
- Pride of the Bowery (1940)
- Invisible Ghost (1941)
- Bombs Over Burma (1942)
- Minstrel Man (1944)
- My Name Is Julia Ross (1945)
- So Dark the Night (1946)
- The Return of October (1948)
- The Undercover Man (1949)
- Gun Crazy (1950)
- A Lady Without Passport (1950)
- Retreat, Hell! (1952)
- Desperate Search (1952)
- Cry of the Hunted (1953)
- The Big Combo (1955)
- A Lawless Street (1955)
- 7th Cavalry (1956)
- The Haliday Brand (1957)
- Terror in a Texas Town (1958)